# QQ Андромеды
QQ Андромеды (лат. QQ Andromedae) — двойная звезда в созвездии Андромеды на расстоянии приблизительно 1315 световых лет (около 403 парсеков) от Солнца. Видимая звёздная величина звезды — от +11,2m до +10,5m.

## Характеристики
Первый компонент (CCDM J23179+4052A) — красная пульсирующая полуправильная переменная звезда (SR) спектрального класса M8 или M6. Эффективная температура — около 3285 K.
Второй компонент (CCDM J23179+4052B). Видимая звёздная величина звезды — +11,3m. Удалён на 2 угловых секунды.